# Diecezja St Edmundsbury i Ipswich
Diecezja St Edmundsbury i Ipswich (ang. Diocese of St Edmundsbury and Ipswich) – diecezja Kościoła Anglii w metropolii Canterbury, obejmująca większość obszaru hrabstwa Suffolk. Katedra diecezjalna znajduje się w Bury St Edmunds, zaś kuria w Ipswich. Powstała 23 stycznia 1914 roku w wyniku wyłączenia części terytorium z diecezji Norwich oraz diecezji Ely.  

## Biskupi
stan na 23 stycznia 2018:
- biskup diecezjalny: Martin Seeley (z tytułem biskupa St Edmundsbury i Ipswich)
- biskup pomocniczy: Mike Harrison (z tytułem biskupa Dunwich)